# Wapen van Groot Maas en Waal

Het wapen van Groot Maas en Waal was van 25 februari 1983 tot de opheffing van het Polderdistrict Groot Maas en Waal in 2002 het wapen van het Gelderse polderdistrict. Het wapen is samengesteld uit de wapens van de waterschappen die het polderdistrict vormden. In 2002 ging het waterschap op in Rivierenland. In het wapen van Rivierenland zijn geen elementen uit het wapen van Groot Maas en Waal opgenomen.

## Blazoenering
De blazoenering van het wapen luidt als volgt:
Gedeeld; I in goud een dubbele adelaar van sabel; II in azuur een zwaard van zilver met gevest van goud, aan weerszijden vergezeld van een roos van zilver, geknopt van goud; in een ingedreven punt van zilver een klaverblad van sinopel. Het schild gedekt door een gouden kroon van vijf bladeren en ter linker zijde gehouden door een aanziende vrijheidsmaagd van natuurlijke kleur, gekleed van goud en houdende met de linkerhand een staf, waarop een hoed, alles van goud.
Het schild is horizontaal gedeeld. In het eerste deel de dubbele adelaar van Nijmegen, gelijk aan het wapen van het Rijk van Nijmegen. In het tweede een blauw vlak met een zilveren zwaard met gouden vest. Links en rechts van de kling een zilveren roos met gouden knop. Uit de schildvoet komt een punt waarin het wapen van Polderdistrict Circul van de Ooij: op een zilveren veld een groen klaverblad. Links van het schild (voor de toeschouwer rechts) staat een vrijheidsmaagd met op een staf een vrijheidshoed.

## Samenstellende wapens
Het klaverblad van Circul van Ooij kwam terug in de punt. Het oude wapen van Zaltbommel, met in plaats van mispelbloemen de rozen die ook in dat van de Bommelerwaard stonden, werd in het wapen opgenomen, evenals de adelaar uit de wapens van het Kollegie van den Hoogen Dijkstoel des Rijks van Nijmegen en het Polderdistrict Rijk van Nijmegen en Maas en Waal. Deze laatste leverde ook de maagd die in het wapen van Groot Maas en Waal terugkwam als schildhouder.

Het oude wapen van Zaltbommel
Het wapen van Kollegie van den Dijkstoel van Ooij  (later Circul van Ooij)
Het wapen van Polderdistrict Bommelerwaard
Het wapen van Rijk van Nijmegen
Het wapen van Polderdistrict Rijk van Nijmegen en Maas en Waal